# Rien ne t'appartient
Rien ne t'appartient est un roman de Nathacha Appanah paru le 19 août 2021 aux éditions Gallimard.

## Historique du roman
En août 2021, le roman est retenu dans les quatre livres finalistes du prix du roman Fnac 2021.
Prix des libraires de Nancy – Le Point 2021.

## Accueil de la critique
À sa parution, le roman reçoit un bon accueil de la part de la critique,, notamment du quotidien L'Humanité qui le classe parmi sa sélection des seize principaux romans de la rentrée littéraire 2021 ou de la rédaction de France Info pour laquelle il s'agit d'« une des perles de la rentrée littéraire 2021 », un récit écrit dans « une langue lyrique ».

## Éditions
- Éditions Gallimard, 2021  (ISBN 978-2-07-295222-7)[8]